# Osa Massen

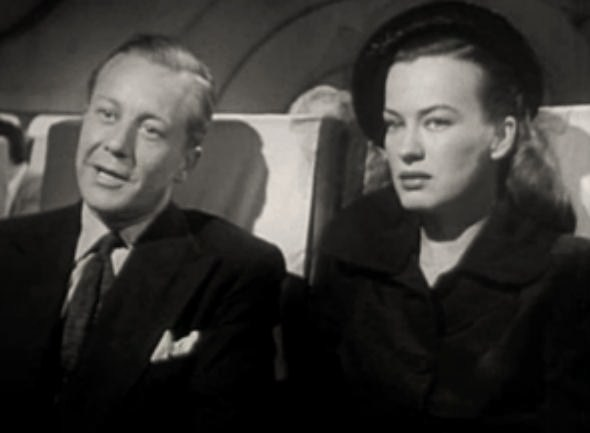
Avec Gene Raymond, dans Million Dollar Weekend (1948)

Osa Massen est une actrice d'origine danoise, de son vrai nom Aase Madsen, née à Copenhague (Danemark) le 13 janvier 1914, et morte à Santa Monica (Californie, États-Unis) le 2 janvier 2006.

## Biographie
Osa Massen débute au cinéma dans son pays natal, avec deux films danois sortis en 1935. Puis, installée aux États-Unis, elle participe à vingt-et-un films américains, de 1939 à 1958 ; parmi eux, citons Il était une fois (avec Joan Crawford et Melvyn Douglas) et L'amour vient en dansant (avec Rita Hayworth et Fred Astaire), tous deux sortis en 1941.
À la télévision, elle joue dans quelques séries, entre 1954 et 1962 (les deux plus connues étant La Grande Caravane et Perry Mason), année où elle se retire définitivement.

## Filmographie

### Au cinéma (intégrale)
- 1935 : Kidnapped (en) (titre original) de Lau Lauritzen Jr et Alice O'Fredericks
- 1935 : Bag Københavns kulisser (en) d'Arne Weel (en)
- 1939 : Lune de miel à Bali (Honeymoon in Bali) d'Edward H. Griffith
- 1941 : Accent on Love de Ray McCarey
- 1941 : The Devil Pays Off de John H. Auer
- 1941 : Il était une fois (A Woman's Face) de George Cukor
- 1941 : Honeymoon for Three de Lloyd Bacon
- 1941 : L'amour vient en dansant (You'll never get rich) de Sidney Lanfield
- 1942 : Iceland (en) d'H. Bruce Humberstone
- 1943 : What we are fighting for d'Erle C. Kenton (court métrage)
- 1943 : La Vie aventureuse de Jack London (Jack London) d'Alfred Santell
- 1943 : Intrigues en Orient (Background to Danger) de Raoul Walsh
- 1944 : The Black Parachute de Lew Landers
- 1944 : La Fille du loup-garou (Cry of the Werewolf) d'Henry Levin
- 1944 : The Master Race (en) d'Herbert J. Biberman
- 1946 : Tokyo Rose de Lew Landers
- 1946 : The Gentleman Misbehaves de George Sherman
- 1946 : Une nuit mouvementée (Deadline at Dawn) de Harold Clurman (en)
- 1946 : Strange Journey de James Tinling
- 1948 : Million Dollar Weekend (en) de Gene Raymond
- 1949 : Night Unto Night de Don Siegel
- 1950 : Vingt-quatre heures chez les Martiens (Rocketship X-M) de Kurt Neumann
- 1958 : Outcasts of the City de Boris Petroff (en)

### À la télévision (sélection)
- 1958 : Série La Grande Caravane (Wagon Train), Saison 2, épisode 1 Around the Horn
- 1958-1962 : Première série Perry Mason, Saison 1, épisode 27 The Case of the Desperate Daughter (1958) d'Arthur Hiller ; Saison 2, épisode 12 The Case of the Shattered Dream (1959) d'Andrew V. McLaglen ; Saison 5, épisode 18 The Case of the Tarnished Trademark (1962) de Jerry Hopper